# Ruta Estatal de California 200
La Ruta Estatal de California 200, y abreviada SR 200 (en inglés: California State Route 200) es una carretera estatal estadounidense ubicada en el estado de California. La carretera inicia en el Oeste desde la US 101     cerca de McKinleyville en sentido Este hasta finalizar en la SR 299     cerca de Blue Lake. La carretera tiene una longitud de 4,3 km (2.681 mi).

## Mantenimiento
Al igual que las autopistas interestatales, y las rutas federales y el resto de carreteras estatales, la Ruta Estatal de California 200 es administrada y mantenida por el Departamento de Transporte de California por sus siglas en inglés Caltrans.